# Igarapé Natal
Igarapé Natal är ett vattendrag i Brasilien.   Det ligger i delstaten Acre, i den västra delen av landet, 2 800 km väster om huvudstaden Brasília. Igarapé Natal ligger vid sjön Lago Grande.
I omgivningarna runt Igarapé Natal växer i huvudsak städsegrön lövskog. Trakten runt Igarapé Natal är nära nog obefolkad, med mindre än två invånare per kvadratkilometer.